# Celina Kędzierska
Celina Aniela Kędzierska (ur. w 1902 w Łodzi, zm. 21 stycznia 1946 w Samborze) – polska zakonnica, franciszkanka Rodziny Maryi. „Sprawiedliwa wśród Narodów Świata”.

## Biogram
Urodziła się w 1902 w Łodzi. Uczęszczała do Państwowego Seminarium Ochroniarskiego we Lwowie. W 1920 wstąpiła do Zgromadzenia Sióstr Franciszkanek Rodziny Maryi, a w 1924 została wychowawczynią przy sierocińcu i Polskiej Ochronce w Samborze. W czasie II wojny światowej piastowała stanowisko przełożonej zgromadzenia franciszkanek Rodziny Maryi w Samborze. Po roku 1941 zgromadzenie nadal prowadziło sierociniec, w którym przebywały dzieci ukraińskie, romskie oraz trzynaścioro dzieci żydowskich (w tym kilka niemowląt).
Na początku lat 90. swoje historie ocalenia z Holokaustu przedstawili Jerzy Bander, który trafił do sierocińca sióstr franciszkanek w Samborze jako niemowlę oraz Anna Henrietta Kretz, która mając 9 lat straciła rodziców zastrzelonych przez Niemców, znalazła schronienie w domu dziecka prowadzonym przez Celinę Kędzierską w Samborze. 
Celina Kędzierska zmarła po ciężkiej chorobie 21 stycznia 1946 w Samborze i została pochowana na jednym z miejscowych cmentarzy – dokładne miejsce jej pochówku nie jest znane.
W dniu 14 stycznia 2015 roku została pośmiertnie uhonorowana medalem „Sprawiedliwy wśród Narodów Świata” przyznanym przez Instytut Yad Vashem.